# バベット戦争へ行く
『バベッド戦争へ行く』（バベッドせんそうへゆく、Babette s'en va-t-en guerre）は、1959年に公開されたフランスの映画。監督はクリスチャン＝ジャック。主演はブリジット・バルドー。第二次世界大戦中にイギリス軍で活躍した女性を描いている。
当時、セックスシンボルとして評価されていたバルドーだったが、監督の「彼女の才能は美しい外見だけではなく演技にもある。16歳以下の未成年にも彼女を見て欲しい」との意向で、この映画はバルドーが地味な衣装（軍服）を終始着用し、魅力的な体を強調しない初の作品となった。

## キャスト
※括弧内は日本語吹替（初回放送1973年9月9日『日曜洋画劇場』）
- バベット：ブリジット・バルドー（小原乃梨子）
- ジェラール：ジャック・シャリエ（広川太一郎）
- シュルツ：フランシス・ブランシュ
- フランツ将軍：ハンネス・メッセマー
- パトリック大佐：ロナルド・ハワード
- ダーシー：イブ・ヴィンセント
- ゲシュタポ将校：ギュンター・マイスナー